# 于利茨
于利茨是德国梅克伦堡-前波美拉尼亚州的一个市镇。总面积15.05平方公里，总人口429人，其中男性230人，女性199人（2011年12月31日），人口密度29人/平方公里。